# Walther von Hahn

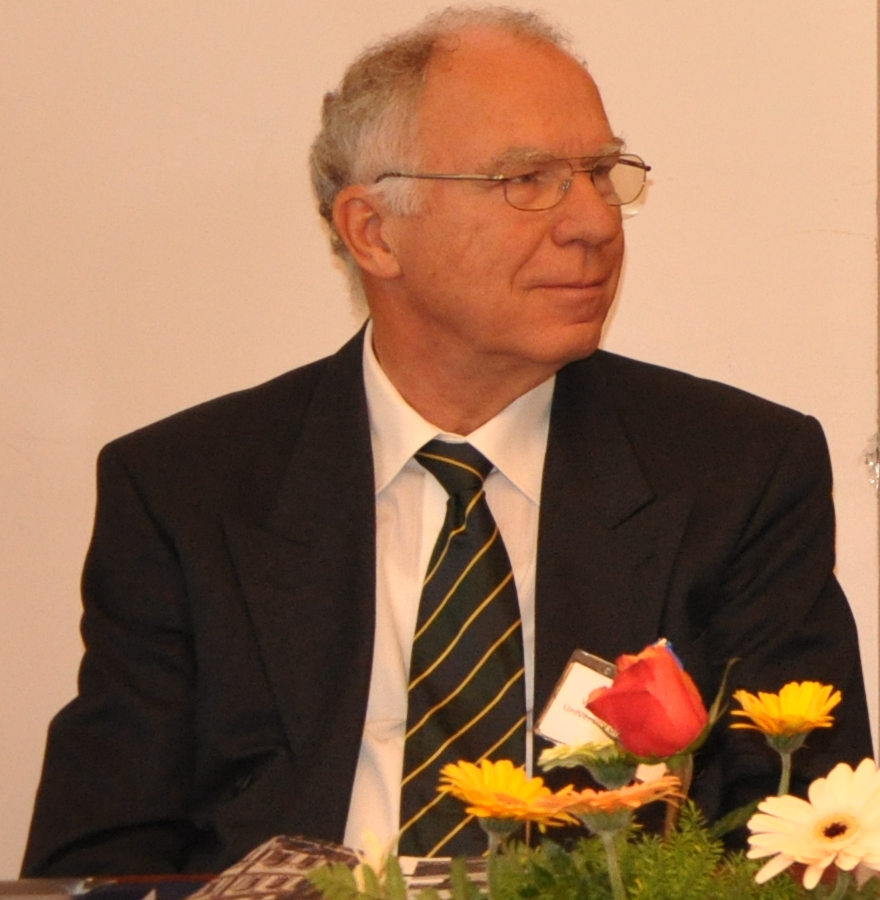
Walther von Hahn, 2017

Walther von Hahn (* 26. April 1942 in Marburg) ist ein deutscher Linguist und Informatiker.

## Leben
Von Hahn wurde in Marburg an der Lahn geboren, studierte Germanistik, Philosophie, Latein und evangelische Theologie in Marburg. Nach der Promotion 1969 an der Universität Marburg (bei Ludwig Erich Schmitt) zum Dr. phil. lehrte er von 1977 bis 2007 als Professor für Linguistik des Deutschen am Institut für Germanistik I, speziell auf dem Arbeitsgebiet der Informationswissenschaft, und ab 1987 als Professor C4 für Praktische Informatik im Fachbereich Informatik der Universität Hamburg mit Lehre und Prüfungsberechtigung in beiden Fachbereichen. 1981 erhielt er den Forschungspreis für Technische Kommunikation. Er lebt in Ammersbek und war bis zur Pensionierung Leiter des Arbeitsbereichs „Natürlichsprachliche Systeme“. 2002 wurde er Professor ehrenhalber der Universität Alexandru Ioan Cuza Iași und 2012 Professor h.c. der Universität Bukarest.
Seine Forschungsschwerpunkte sind Linguistik des Deutschen mit den Schwerpunkten Sprachtheorie, Fachsprache, Pragmatik, Computerlinguistik, Computerphilologie und maschinelle Übersetzung.

## Schriften (Auswahl)
- Die Fachsprache der Textilindustrie im 17. und 18. Jahrhundert. Düsseldorf 1971. OCLC 492694055.
- Fachsprachen im Niederdeutschen. Eine bibliographische Sammlung. Berlin 1979, ISBN 3-503-01611-2.
- Fachsprachen. In: H. P. Althaus, H. Henne, H. E. Wiegand (Hrsg.): Lexikon der Germanistischen Linguistik. 1973; stark erweiterte Fassung in der 2. Auflage Tübingen 1980. S. 390–395.
- als Hrsg.: Fachsprachen (= Wege der Forschung. Band 498). Wissenschaftliche Buchgesellschaft, Darmstadt 1981.
- Fachkommunikation. Entwicklung, linguistische Konzepte, betriebliche Beispiele. Berlin 1983, ISBN 3-11-008765-0.
- mit Dieter Möhn und Wolfgang Bachofer: Rückläufiges Wörterbuch der mittelhochdeutschen Sprache. Auf der Grundlage von Matthias Lexers Mittelhochdeutschem Handwörterbuch und Taschenwörterbuch. Stuttgart 1984, ISBN 3-7776-0398-8.